# Salmonella typhimurium

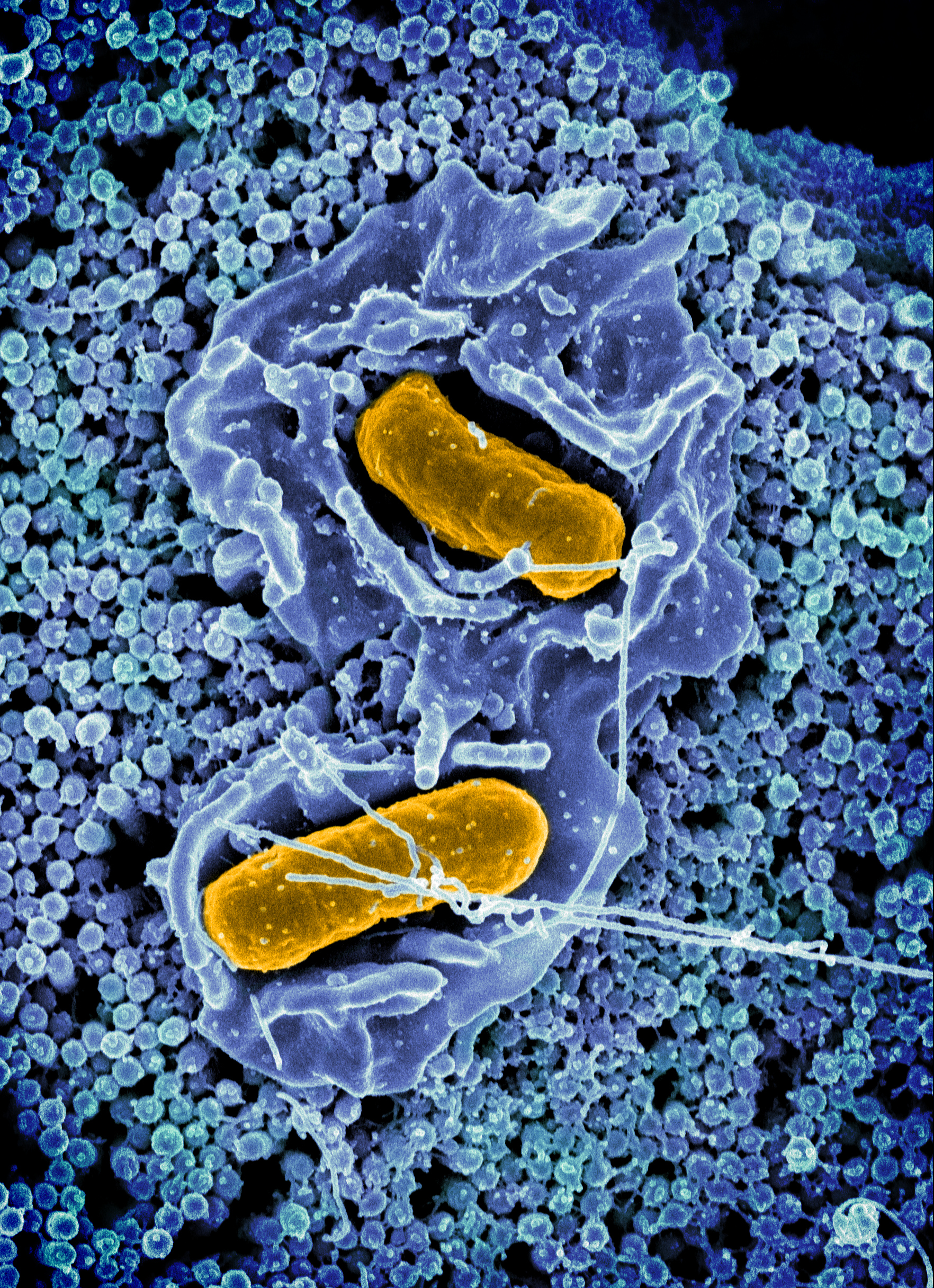
Salmonella Typhimurium

Salmonella enterica subgrupo enterica serotipo Typhimurium (también llamada simplemente Salmonella Typhimurium). El nombre enterica está asociado al intestino.
Esta bacteria se encuentra a menudo en pollos y sus huevos y en reptiles como las tortugas por sus huevos y heces, por eso si se toca a alguno de estos animales es recomendable lavarse las manos, aunque la incidencia de infección de Salmonella por este motivo es muy baja. 
La salmonela es un bacilo gramnegativa que pertenece a la familia Enterobacteriaceae. La causa más común del envenenamiento de comida por salmonelosis es Salmonella Typhimurium. Como su nombre sugiere, esta bacteria causa enfermedades parecidas a la fiebre tifoidea en ratones. ocasionada por el bacilo de Eberth 
En humanos, Salmonella Typhimurium no causa una enfermedad tan grave como Salmonella Typhi (otra variante de Salmonella que causa la fiebre tifoidea) y normalmente no es fatal. La enfermedad se caracteriza por causar diarreas, dolores abdominales, vómitos y náuseas, y suele durar unos siete días. 
Desafortunadamente, en personas cuyo sistema inmune esté comprometido, como es el caso de las personas de edad, jóvenes y personas con el sistema inmune deprimido, la infección por la salmonela termina siendo fatal si no se trata a tiempo con antibióticos.

## Capas
S. enterica muestra una gran variabilidad genética: se han descrito más de 2.000 linajes. Salmonella enterica serovar Typhi (históricamente elevada a estatus de especie como S. typhi) es el agente infeccioso de la fiebre tifoidea.  Otras serovariedades son Typhimurium (o S. typhimurium) , que puede producir gastroenteritis en los seres humanos, referida como una salmonelosis.

## Profilaxis
Para evitar el contagio con esta bacteria es recomendable tener una buena higiene: lavarse las manos constantemente, lavar las verduras, desechar todo tipo de carne en mal estado aun si está dentro de un refrigerador, ya que puede infectar el resto de alimentos.
Existen diversos tipos de vacunas contra esta enfermedad pero no son completamente eficaces por lo que no se debe descartar, aun después de haber recibido la dosis, mantener los buenos hábitos de higiene.

## Galería

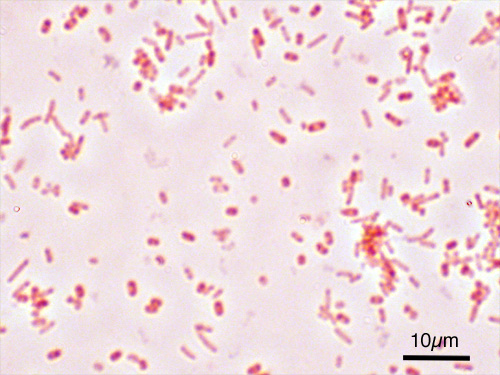
S.typhimurium

- Datos: Q166491
- Multimedia: Salmonella typhimurium / Q166491